# Onthophagus pseudoundulans
Onthophagus pseudoundulans är en skalbaggsart som beskrevs av Mario Zunino och Halffter 1988. Onthophagus pseudoundulans ingår i släktet Onthophagus och familjen bladhorningar. Utöver nominatformen finns också underarten O. p. howdeni.